# Ngimbangan
Ngimbangan is een bestuurslaag in het regentschap Mojokerto van de provincie Oost-Java, Indonesië. Ngimbangan telt 4697 inwoners (volkstelling 2010).